# آرژانتین در المپیک تابستانی ۲۰۰۰
آرژانتین در بازی‌های المپیک تابستانی ۲۰۰۰ که در شهر سیدنی برگزار شد، کاروان آرژانتین با ۱۴۳ ورزشکار در این رقابت‌ها شرکت کرد و موفق به کسب ۴ مدال (۲ نقره، ۲ برنز) شد. در جدول رتبه‌بندی توزیع مدال‌ها، آرژانتین در ردهٔ ۵۷ مسابقات قرار گرفت.